# Coca Rudolphy
Coca Rudolphy (Viña del Mar, Valparaíso, 7 de noviembre de 1943) es una actriz y gestora cultural chilena.

## Primeros años de vida
Elsa Rudolphy, conocida desde su infancia como «Coca», nació el 7 de noviembre de 1943 en Viña del Mar, Valparaíso. Fue la cuarta hija de Raúl Rudolphy Saavedra (n. 1911-f. 2001), Contraalmirante y Capitán de Navío de la Armada de Chile, y de Elsa Romaní Valenzuela.
La familia era católica, con ascendencia inglesa. Desde su infancia demostró interés por la actuación, Coca decidió convertirse en actriz con el apoyo de sus padres. Durante su época de estudiante fue parte de montajes en el Colegio de los Sagrados Corazones, en el Seminario San Rafael, y en la Universidad Técnica Federico Santa María, de su ciudad natal.
Estudió teatro en la Escuela de Teatro de la Pontificia Universidad Católica de Chile, egresando en 1971.

## Vida artística
Finalizados sus estudios profesionales, participa en muchos montajes teatrales, alternando la vida teatral universitaria e independiente. 
El director Víctor Jara, dirigió a Rudolphy en Antígona, de Bertolt Brecht, en 1969, montaje producido por el Teatro UC. 
En este período, formó parte de la compañía Teatro del Errante, donde participó en diversos montajes artísticos a través de giras por su país. Después con el boom literario de «Cien años de soledad» de García Márquez, la compañía creó una versión libre y colectiva, titulada «Macondo». La compañía junto a Rudolphy, viajaron a la Universidad del Norte, como invitados y trabajaron de monitores en un importante festival con grupos de estudiantes y pobladores. Luego, actuó en América que se duerme, se la lleva la corriente y Atacama la Grande.
Posteriormente, entre 1971 y 1972, trabajó en la compañía Teatro del Ángel, junto a las célebres Ana González y Bélgica Castro, con obras como La Celestina y Gato por liebre. También trabajó en la compañía de Teatro Esmeralda, de Kanda Jaque.
En ese momento, Rudolphy comenzaba a tener una carrera ascendente y recibía los papeles de heroína con proyección a convertirse en una importante actriz de teatro. En 1973, recibió una invitación de Tomás Vidiella para protagonizar una obra de la compañía El Túnel. Sin embargo, ocurrió el golpe de Estado de Chile del 11 de septiembre de 1973, truncando la obra y la carrera artística de la actriz.
Luego de su detención, Coca realizó su exilio político en Inglaterra, donde fue recibida y apoyada por el British Actors 'Equity Association. La actriz formó la compañía de Teatro Popular Chileno en Londres, montaron obras en el Young Vic Theatre y realizaron diversas giras por Alemania, Dinamarca, Suecia e Irlanda.
En 1984 regresó a Chile, convencida de que su carrera estaba siendo perjudicada por la censura de la dictadura, la carrera teatral de Rudolphy parecía estancada, pero recuperó cierta pujanza, gracias a las influencias de sus amigos, el director Gustavo Meza y la actriz Yael Unger, quienes habían consolidado su carrera con la compañía Teatro Imagen. Esto le permitió regresar al teatro chileno con emblemáticas obras como La Meka, de Enrique Lihn, Lo crudo, lo cocido, lo podrido, de Marco Antonio de la Parra y Las cuñadas, de Michel Tremblay. Desde entonces, comenzó a despertar el interés de varias compañías de teatro independiente.
Ese mismo año, comenzó a participar en telenovelas de Canal 13, recibida por el afamado ejecutivo Ricardo Miranda. Obtuvo un rol menor en Andrea, justicia de mujer, continuó con su trabajo como actriz de reparto en Secreto de familia, Vivir así. La intrusa, Marrón glacé y Top secret. Luego, Rudolphy sigue colaborando con Miranda en Mega con Rossabella y A todo dar.
En 1994, Rudolphy junto a Raúl Llovet, fundó el Teatro Bellavista en Providencia.
Luego, colaboró estrechamente con su amigo, el director Ramón Núñez, quien la dirigió en su propio teatro en títulos como Humores que matan, La viuda de Apablaza, Esa relación tan delicada –junto a Paz Bascuñán, con gran éxito de taquilla–, Sarah Bernhardt, entre otras. 
En 2008, actuó en la obra Cristal tu corazón, junto a Pedro Lemebel.

## Detención y exilio político
En la madrugada del 22 de noviembre de 1973, Rudolphy es secuestrada por el coronel de Ejército Víctor Echeverría Henríquez desde su departamento en Santiago hasta el Regimiento de Infantería n.º 1 Buin en Recoleta, recinto donde es interrogada, encarcelada y torturada por militares del Ejército. «Me pusieron electricidad en la vagina y pezones», relataría la actriz en entrevistas.
Posteriormente, es trasladada al campamento de prisioneros políticos Tres Álamos. Luego, tras gestiones de su padre —contraalmirante (r) de la Armada— es ingresada al Penitenciario Femenino San Joaquín. Sin embargo, durante un mes es encerrada en un sótano por órdenes superiores y regida bajo el cuidado de las religiosas de la Congregación del Buen Pastor. Rudolphy dictó clases de teatro a reclusas.
En diciembre de 1974, tras de un año de detención, el Tribunal Militar realizó un Consejo de Guerra, quien la acusaba de ser una «prisionera de guerra» por la Ley de Control de Armas, que la sometía a sentencia de 15 años de prisión. Sin embargo, en marzo de 1975, logra su libertad sin cargos en su contra. Rudolphy obtuvo protección de Amnistía Internacional, y se exilió en Inglaterra, junto a Marcelo Romo y Hugo Medina.
De regreso a Chile en 1984, Rudolphy es vetada para ejercer su profesión en dictadura, apareciendo su nombre en listas negras de personas non gratas para el régimen militar.
Coca Rudolphy aparece en el Informe Valech.

## Vida personal
Contrajo matrimonio con el periodista y corresponsal británico de The Guardian y BBC, Malcolm Coad, a quien conoció en Londres.

## Filmografía

### Telenovelas
| Año  | Telenovela                | Personaje              | Canal    |
| ---- | ------------------------- | ---------------------- | -------- |
| 1984 | Andrea, justicia de mujer | Lucía                  | Canal 13 |
| 1986 | Secreto de familia        | Patricia Ovalle        | Canal 13 |
| 1988 | Vivir así                 | Gabriela Guzmán        | Canal 13 |
| 1989 | La intrusa                | Regina                 | Canal 13 |
| 1989 | A la sombra del ángel     | Lucy Vidal Torreblanca | TVN      |
| 1993 | Marrón Glacé              | Marietta               | Canal 13 |
| 1994 | Top Secret                | Lourdes Mezquita       | Canal 13 |
| 1995 | Estúpido Cupido           | Marina del Pedregal    | TVN      |
| 1996 | Marrón Glacé, el regreso  | Marietta               | Canal 13 |
| 1997 | Rossabella                | Antonieta Cabieses     | Mega     |
| 1998 | A todo dar                | Eliana Velásquez       | Mega     |
| 2003 | Machos                    | Ema Salinas            | Canal 13 |
| 2006 | Montecristo               | Leticia Lombardo       | Mega     |
| 2012 | Soltera otra vez          | Tita Martínez          | Canal 13 |
| 2016 | Preciosas                 | Isidora Undurraga      | Canal 13 |
| 2018 | Casa de muñecos           | Pochi Peralta          | Mega     |

### Series
| Año  | Serie                    | Personaje                | Canal    |
| ---- | ------------------------ | ------------------------ | -------- |
| 1977 | La pérgola de las flores | Ayudante peluquería      | TVN      |
| 1989 | Teresa de los Andes      | Hermana María de la Cruz | TVN      |
| 1991 | Posta Lo Matta           | Señorita Bella           | La Red   |
| 1998 | Brigada Escorpión        | Adela Vidal              | TVN      |
| 2001 | El día menos pensado     | Ketty                    | TVN      |
| 2007 | Los Simuladores          | Doña Remera              | Canal 13 |
| 2008 | Litoral (documental)     | María                    | TVN      |

### Otras apariciones
- Coca y Mane (Canal 13, 1970) - Conductora (junto a Mane Nett).
- Good Afternoon! (Thames Television, 1976) - Invitada
- Teatro en Canal 13 (Canal 13, 1995) - 2 episodios
- Mentiras verdaderas (La Red, 2014) - Invitada.

### Cine
| Año  | Título                 | Personaje       |
| ---- | ---------------------- | --------------- |
| 1983 | La rosa de los vientos | Patricio Guzmán |
| 2001 | Antonia                | Mariano Andrade |

## Teatro
- 1968: Macondo
- 1969: América que se duerme, se la lleva la corriente
- 1969: Atacama la Grande
- 1969: Antígona (dir.: Víctor Jara)
- 1972: La Celestina (dir.: Gustavo Meza)
- 1973: Gato por liebre
- 1975: Chile 11, no es 73
- 1976: No llames al fin del mundo
- 1984: La Meka (dir.: Gustavo Meza)[15]
- 1984: Lo crudo, lo cocido, lo podrido (dir.: Gustavo Meza)
- 1986: Amor a la africana (dir.: Boris Stoicheff)[16]
- 1987: Las cuñadas (dir.: Gustavo Meza)[17]
- 1991: Hay que deshacerse de la casa (dir.: Aníbal Reyna)
- 1992: Álamos en la Azotea
- 1994: Traición (dir.: Willy Semler)[18]
- 1995: Sorpresas
- 1996: Humores que matan (dir.: Ramón Núñez)
- 1999: La viuda de Apablaza (dir.: Ramón Núñez)[19]
- 2002: Esa relación tan delicada (dir.: Ramón Núñez)[20]
- 2006: Sarah Bernhardt (dir.: Ramón Núñez)
- 2007: La casa de Bernarda Alba (dir.: Tomás Vidiella)
- 2008: Cristal tu corazón (dir.: Rodrigo Muñoz)[21]
- 2011: Un informe sobre la banalidad del amor (dir.: Ramón Núñez)[22]